# 阮文決
阮文决（1991年7月1日—），越南足球运动员，司职前锋，前腰，为越南国家足球队队员。
阮文决是一名越南足球运动员，现效力于河内足球俱乐部。受训于河内体工队青训体系，是越南足球新生代的代表人物。司职前锋，技术灵巧，门前把握机会能力强。阮文决与2010和2011年获得越南足协最佳新人称号。

## 外部連結
- 阮文決在 National-Football-Teams.com 上的出场纪录
- Profile, career statistics and history at Soccerway （页面存档备份，存于）